# Thomas Deutgen
Thomas Deutgen, född 29 mars 1973, är en svensk dansarrangör. Han har även varit producent och programledare för I afton dans i Sveriges Radio P4 åren 1999–2003. Han har tidigare varit reporter och programledare i SR Norrbotten och redaktör på tidningen Får jag lov. Senare blev han programledare för dansmusikprogrammet P4 Dans i Sveriges Radio P4, som sänts med honom på söndagskvällar. Han avslutade sitt uppdrag i mars 2020, efter över 500 producerade program. 
Senhösten 2008 blev han rikskänd då han var juryordförande i Sveriges Televisions underhållningsprogram Dansbandskampen. 2009 återkom han i juryn i Dansbandskampen vilket han även gjorde 2010. Mellan 2006 och 2008 arbetade han på SR Blekinge. 
Han är bosatt i Karlshamn. I augusti 2011 gifte han sig med sångerskan och musikproducenten Anna Neah Olsson.
2016 blev han, tillsammans med Elisa Lindström, programledare för TV4:s Tack för dansen. Han var också redaktör för programmet. Senhösten 2020 visade SVT dokumentärserien, Den svenska dansbandshistorien, som Thomas Deutgen är upphovsman till. Sedan maj 2020 är han nytillträdd chefredaktör för dansbandsmagasinet Får jag lov som utkommer sex gånger per år. Deutgen gör också många stora evenemang över hela Sverige, producerar Lasse Stefanz konserthusturné och flera andra turnékoncept. Han driver också "Deutgens dansbandspodd" i Aftonbladet.